# Jerzy Butrym
Jerzy Butrym herbu Topór (zm. po 1435) – marszałek hospodarski (1428–1429).
Tytułował się mianem z Żyrmunów.

## Życiorys
W latach młodzieńczych kształcił się zagranicą, gdzie – według Jana Długosza – odznaczył się wybitnymi zaletami umysłu. W latach 1428–1429 pełnił funkcję marszałka hospodarskiego, którą to przejął po ojcu. 
W latach 1432–1435 pojawia się w dokumentach historycznych bez żadnego tytułu. 
Dopiero aż około roku 1440 spotykamy się z jakimś Butrymem, sprawującym urząd namiestnika słonimskiego i zdzitowskiego, choć nie ma pewności czy jest to ta sama osoba. Jak twierdzi Władysław Semkowicz, kolejny bojar o tym samym imieniu z powiatu knetowskiego, występujący w roku 1440, jest zapewne inną osobistością niż Jerzy Butrym. Przyjmuje się więc, że Jerzy Butrym zmarł po 1435 roku.

### Życie prywatne
Był synem Jana Butryma, adoptowanego podczas unii horodelskiej w 1413 roku do herbu Topór przez polskich panów.
Jego synem jest zapewne Władysław zwany Butrymem, wpisany w roku 1445 w album Uniwersytetu Krakowskiego. Drugi syn Treczus Butrymowicz otrzymuje w połowie XV w. nadanie ziemskie w powiecie oszmiańskim.
Posiadłość gniazdowa, Żyrmuny (Zermoni, Zirmuni), która od 1413 roku udaje się odnaleźć jako figurująca w rękach jego rodziny, leży pod Lidą. Niedaleko od niej, jeszcze w XX wieku, spotykamy osadę Butrymy, a parę kilometrów dalej znajduje się również miejscowość Butrymańce. Okolica ta jest gniazdem omawianej rodziny.

## Genealogia
Genealogia rodzinna została utworzona na podstawie fragmentu Władsyława Semkowicza w Rocznikach Polskiego Towarzystwa Heraldycznego we Lwowie.

| Sowa | Sowa | Sowa | Sowa | Sowa | Sowa |  |  | Butrym Sowicz | Butrym Sowicz | Butrym Sowicz | Butrym Sowicz | Butrym Sowicz | Butrym Sowicz |  |  | Jan Butrym | Jan Butrym | Jan Butrym | Jan Butrym | Jan Butrym | Jan Butrym |  |  | Jerzy Butrym | Jerzy Butrym | Jerzy Butrym | Jerzy Butrym | Jerzy Butrym | Jerzy Butrym |  |  |
| Sowa | Sowa | Sowa | Sowa | Sowa | Sowa |  |  | Butrym Sowicz | Butrym Sowicz | Butrym Sowicz | Butrym Sowicz | Butrym Sowicz | Butrym Sowicz |  |  | Jan Butrym | Jan Butrym | Jan Butrym | Jan Butrym | Jan Butrym | Jan Butrym |  |  | Jerzy Butrym | Jerzy Butrym | Jerzy Butrym | Jerzy Butrym | Jerzy Butrym | Jerzy Butrym |  |  |